# Tim Boal
Pour les articles homonymes, voir Boal.
Tim Boal est un surfeur professionnel français né le 8 juillet 1985 à Saint-Martin, dans les Antilles françaises, faisant partie de « l'Euroforce » de surf.

## Biographie
Le style naturel du surfeur Tim Boal avec un mélange de sang français, irlandais et des Caraïbes qui coule dans ses veines, a fait une année 2008 gigantesque sur le WQS (qui sans sa blessure début septembre lui aurait peut-être permis d’être champion du monde). Avec Red Bull Rising son soutien, combiné à un pur talent, en fait le surfeur de l’avenir. Tim gagne en 2007 le Reef Vendée, en 2004 le Rip Curl Pro Peniche, et il a été vice-champion d'Europe en 2007. Marin passionné, Tim a grandi sur les bateaux et a passé tout son temps avec le surf, la natation et le body-board. Bien que sa capacité en voile lui ait permis de remporter le Championnat de France de classe Optimist, la planche à voile fut aussi sa véritable passion avant de se lancer dans le surf. Après avoir remporté son premier pro comp juniors en 2004, il n'a jamais regardé en arrière. « Je viens d'essayer pour m'amuser », dit-il modestement. Tim Boal a un entrainement qui comprend une formation structurée de surf, de résistance, de musculation et de golf. Il se souvient avec joie avoir surfé une vague de 12 pieds comme la plus grande vague qu’il a jamais surfé à Hossegor.

## Palmarès

### Titres
- 2008 : Champion Europe ASP[1]
- 2007 : Champion de France Open à Biarritz

### Podiums
- 2007 : Vice-champion Europe ASP
- 2007 : Vice-champion Europe ISA
- 2001 : Vice-champion de France des moins de 18 ans
- 2001 : 3e au championnat de France Open

### Victoires
- 2009 : Ocean & Earth Pro Confital,Canarias (WQS 5 étoiles)
- 2008 : Rip Curl Pro Zarautz, Pays basque (WQS 5 étoiles)
- 2007 : Vendée Pro, Bretignolles, France (WQS 4 étoiles)
- 2003 : Pro Junior, Tapia, Espagne
- 2003 : Pro Junior, Ericeira, Portugal
- 2002 : Pro Junior, Tapia, Espagne

### Places d'Honneur
- 2e US open Huntington Beach, California (WQS 6 étoiles)
- 3e Maitland Toyota Open Newcaslte (WQS 4 étoiles)
- 4e Hot Tuna Central Coast Pro Soldiers (WQS 4 étoiles)
- 3e Pantin Classic, Espagne (WQS 5 étoiles)
- 9e Quiksilver Pro France (WCT )

### WQS
- 2009 : en cours
- 2008 :     8e (3e au plus haut) place le qualifiant pour l'ASP World Tour2009.
- 2007 :   43e (2e au plus haut)
- 2006 : 117e (52e au plus haut)
- 2005 :   90e (15e au plus haut)

## 2009

### Sa saison 2009 ASP World Tour
2009 est sa 1re année dans l'ASP World Tour
| Date                      | Compétition                   | place | points |
| ------------------------- | ----------------------------- | ----- | ------ |
| 28 février-11 mars        | Quiksilver Pro                | 17    | 410    |
| 7 avril-19 avril          | Rip Curl Pro Surf             | 17    | 410    |
| 9 mai-20 mai              | Billabong Pro Teahupoo        | 17    | 410    |
| 27 juin-5 juillet         | Hang Loose Santa Catarina Pro | 17    | 410    |
| 9 juillet-19 juillet      | Billabong Pro Jeffreys        | 33    | 225    |
| 11 septembre-20 septembre | Hurley Pro 2009               | 17    | 410    |
| 23 septembre-4 octobre    | Quiksilver Pro France         | 9     | 600    |
| 5 octobre-17 octobre      | Billabong Pro                 | 33    | 225    |
| 19 octobre-28 octobre     | Rip Curl Pro Search           |       |        |
| 8 décembre-20 décembre    | Billabong Pipeline Masters    |       |        |
|                           | classement provisoire         | 25    | 3100   |

Actuellement en position de requalifié pour l'ASP World Tour 2010.

## 2008

### Objectifs
Se qualifier pour le Championnat du monde WCT 2009.

### Sa saison
- 14/09 : 1e Rip Curl Pro Zarautz, Pays basque, Espagne (WQS 5 étoiles) (2000 pts)
- 07/09 : 9e Movistar O'neill Pantin, Espagne(WQS 5 étoiles) (1100 pts)
- 01/09 : 5 e buondi billabong pro ericeira portugal wqs 6 etoiles (1625 pts)
- 18/08 : 5e Rip Curl Pro, Hossegor/Seignosse/Capbreton, France (WQS 6 étoiles prime) (1950 pts)
- 12/08 : 9e Sooruz Lacanau Pro, Lacanau, France (WQS 6 étoiles) (1375 pts)
- 27/07 : 2e Honda Men's US Open, Huntington Beach, Californie, États-Unis (WQS 6 étoiles) (2188 pts)[2]
- 06/07 : 73e MisterPrice, Durban, Afrique du Sud (WQS 6 étoiles) (563 pts)
- 15/06 : 49e SriLankan Airlines Pro, Maldives (WQS 6 étoiles prime) (750 pts)
- 30/04 : 25e O'Neill Highland, Thurso, Écosse (WQS 6 étoiles prime) (1050 pts)
- 20/04 : 49e Quiksilver Pro New Pier, Durban, Afrique du Sud (WQS 6 étoiles prime) (750 pts)
- 13/04 : 73e Drug Aware Pro, Margaret River, Australie Occidentale (WQS 6 étoiles prime) (675 pts)
- 16/03 : 37e Arrive Alive Central Coast Pro, Soldier Beach, Australie (WQS 4 étoiles) (506 pts)
- 12/02 : 5e Hang Loose Pro, Fernando de Noronha, Brésil (WQS 5 étoiles prime) (1625 pts)

Seuls les 7 meilleurs résultats (en gras) comptent en WQS. Au 15/09/2008 Tim Boal occupe la 3e place au classement WQS après 33 épreuves (sur 41) avec 11888 pts, total lui assurant la qualification pour le WCT 2009. Il peut encore gagner le championnat WQS mais une blessure au pied (un souci d'inflammation de l 'aponévrose plantaire), va le contraindre à déclarer forfait pour la fin de saison et finira quand même à la 8e place.